# Rodolfus Glaber
Rodolfus Glaber (Rodulfus Glaber: Rodolfo el Calvo, Raúl Glaber ca. 980 - 1047) fue un monje y cronista de la Edad Media. Alumno de Guillermo de Volpiano, pasó por diversos monasterios de la Borgoña, hasta que encontró asilo en Cluny, donde en 1047 acabó de redactar sus cinco libros de historias (Historiarum libri quinque) donde ofrece indicaciones para el período alrededor del año 1000.
Durante aquel tiempo se expandió el miedo por el fin del mundo que muchos situaban en concomitancia del final del milenio. Por eso sus narraciones historiográficas están dirigidas frecuentemente a la interpretación de las calamidades (como las carestías) y de los fenómenos naturales (como los eclipses) como signos premonitorios de este destino. 
Famosa es su frase «un cándido manto de iglesias», en relación con el renacimiento de la actividad edilicia de estilo románico que se produjo en los albores del nuevo milenio.